# Thổ Khố

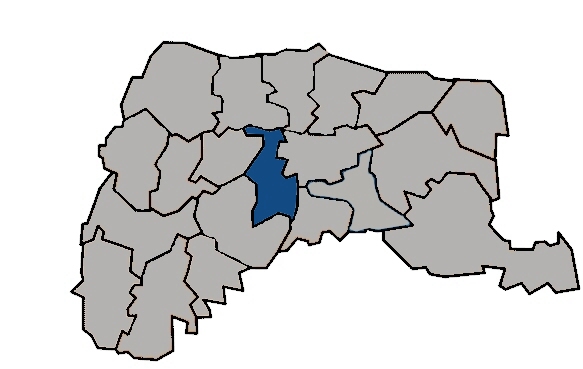
Vị trí tại Vân Lâm

Thổ Khố (tiếng Trung: 土庫鎮; bính âm: Tǔkù Zhèn) là một trấn của huyện Vân Lâm, tỉnh Đài Loan, Trung Hoa Dân Quốc (Đài Loan). Thổ Khố nằm ở trung tâm của huyện và được hình thành sau nội chiến Trung Quốc với việc chia tách nhai Thổ Khố thành trấn Thổ Khố và hương Bao Trung. Tổng diện tích của Thổ Khố là 49,0212 km², dân số vào tháng 8 năm 2011 là 30.331 người thuộc 8.798 hộ gia đình, mật độ cư trú đạt 618,7 người/km².